# Nesokaha palauana
Nesokaha palauana är en insektsart som beskrevs av Ronald Gordon Fennah 1956. Nesokaha palauana ingår i släktet Nesokaha och familjen Derbidae. Inga underarter finns listade i Catalogue of Life.